# Apocephalus curvipes
Apocephalus curvipes är en tvåvingeart som beskrevs av Borgmeier 1958. Apocephalus curvipes ingår i släktet Apocephalus och familjen puckelflugor. Inga underarter finns listade i Catalogue of Life.